# 徳島県道273号大京原今津浦和田津線
徳島県道273号大京原今津浦和田津線（とくしまけんどう273ごう だいきょうばらいまづうらわだつせん）は、徳島県阿南市から小松島市に至る一般県道である。

## 概要
阿南市那賀川町今津浦から小松島市大林町に至る。
当路線自体や接続する他の県道の指定区間が何度か変更されているため、単独区間にも変遷があるが、現在は起点 - 国道55号阿南道路までは、主に元徳島県道27号阿南那賀川線の区間が単独区間（起点 - 那賀川町古津、同今津浦 - 阿南道路交点）となっていて、単独区間の間は徳島県道27号阿南那賀川線や徳島県道141号大林那賀川阿南線との重複区間である。阿南道路との交点からは、ゆたか野団地の北方から伸びるもともとの道路と旧徳島県道27号阿南那賀川線の道路が那賀川町島尻で合流し、国道55号阿南道路に併走するようなかたちで県道指定されている。さらに、徳島県道141号大林那賀川阿南線のバイパス路線の交点（小松島市坂野町細野）からルートは分かれている。
1. 現道と思われるルート：徳島県道141号大林那賀川阿南線のバイパス路線の交点を北へ曲がり、小松島市立坂野小学校前の交点を西へ曲がる。そのまま、徳島県道218号和田島赤石線の交点で終点を迎える。
2. 1.のバイパス路線：徳島県道141号大林那賀川阿南線のバイパス路線の交点を北へ曲がり、そのまま北進して小松島市和田島町松田新田における徳島県道218号和田島赤石線の交点で終点を迎える。
3. 徳島県道141号大林那賀川阿南線（バイパス）・徳島県道274号坂野羽ノ浦線との重複区間：徳島県道141号大林那賀川阿南線のバイパス路線の交点を南へ曲がり、さらに徳島県道274号坂野羽ノ浦線と重複し小松島市役所坂野支所前を経由して国道55号阿南道路の交点で終点を迎えるルート。

よって、終点も3方に分かれている。

### 路線データ
- 起点：徳島県阿南市那賀川町今津浦（徳島県道141号大林那賀川阿南線交点）
- 終点：徳島県小松島市大林町（徳島県道218号和田島赤石線交点）
- 総延長：9.054 km（他に旧道1.826 km・新道2.132 km）[1]

## 歴史
- 1959年（昭和34年）1月31日 - 徳島県道155号として認定。
- 1972年（昭和47年）3月10日 - 現在の路線番号で再認定。

## 路線状況

### 重複区間
- 国道55号・国道195号（阿南市那賀川町色ケ島 - 阿南市那賀川町江野島）

### 道路施設

#### 橋梁
- 幾島川橋（幾島川、阿南市、国道55号重複区間内）
- たぶのせ橋（阿南市、国道55号重複区間内）
- 島尻川（太田川、阿南市）

## 地理

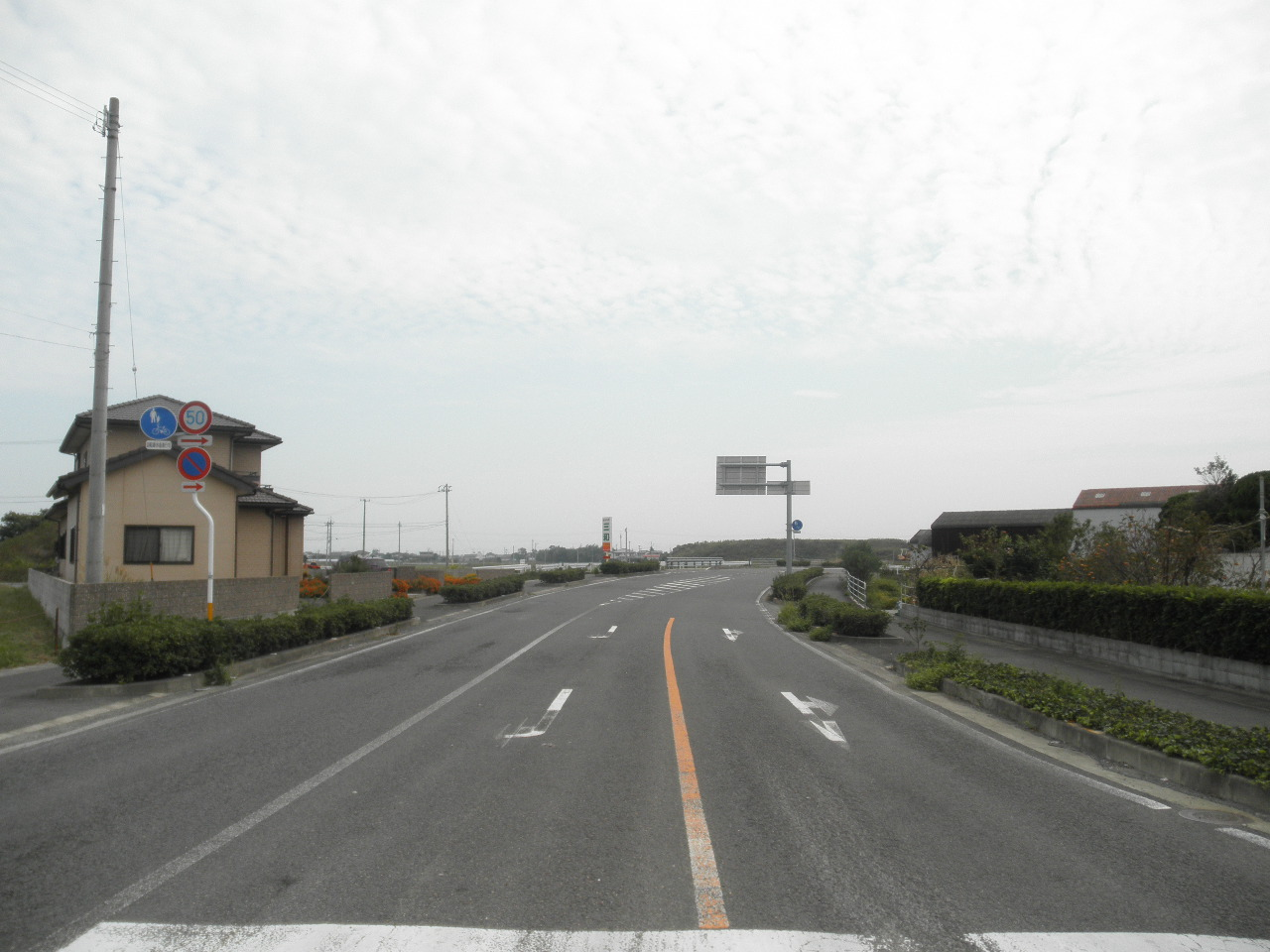
徳島県道141号大林那賀川阿南線のバイパス路線の交点を北へ曲がり、そのまま北進して小松島市和田島町松田新田における徳島県道218号和田島赤石線の交点で終点を迎える区間もある。
小松島市和田島町松田新田で撮影

### 通過する自治体
- 徳島県
  - 阿南市 - 小松島市

### 交差する道路
| 交差する道路                                                       | 市町村名 | 交差する場所   | 交差する場所                                                                              |
| ------------------------------------------------------------------ | -------- | -------------- | ----------------------------------------------------------------------------------------- |
| 徳島県道141号大林那賀川阿南線                                      | 阿南市   | 那賀川町今津浦 | 起点                                                                                      |
| 国道55号 / 阿南道路 重複区間起点 国道195号 重複区間起点            | 阿南市   | 那賀川町色ケ島 |                                                                                           |
| 国道55号 / 阿南道路 重複区間終点 国道195号 重複区間終点            | 阿南市   | 那賀川町江野島 |                                                                                           |
| 徳島県道141号大林那賀川阿南線 / バイパス 徳島県道274号坂野羽ノ浦線 | 小松島市 | 坂野町         |                                                                                           |
| 徳島県道273号大京原今津浦和田津線 / バイパス                       | 小松島市 | 坂野町         |                                                                                           |
| 徳島県道218号和田島赤石線 徳島県道402号阿南徳島自転車道線 重複     | 小松島市 | 大林町         | 終点                                                                                      |
| 徳島県道218号和田島赤石線 徳島県道402号阿南徳島自転車道線 重複     | 小松島市 | 和田島町       | バイパス終点【北緯33度59分23.7秒 東経134度37分56.9秒 / 北緯33.989917度 東経134.632472度】 |

### 沿線
- 小松島市立坂野小学校
- 小松島市立坂野中学校

## ギャラリー

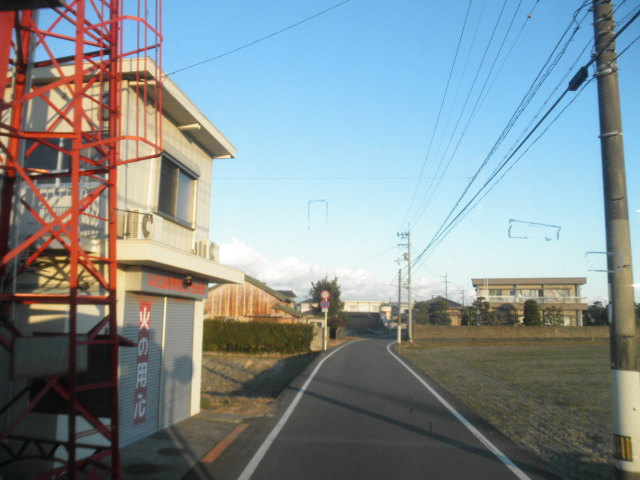
小松島市坂野町
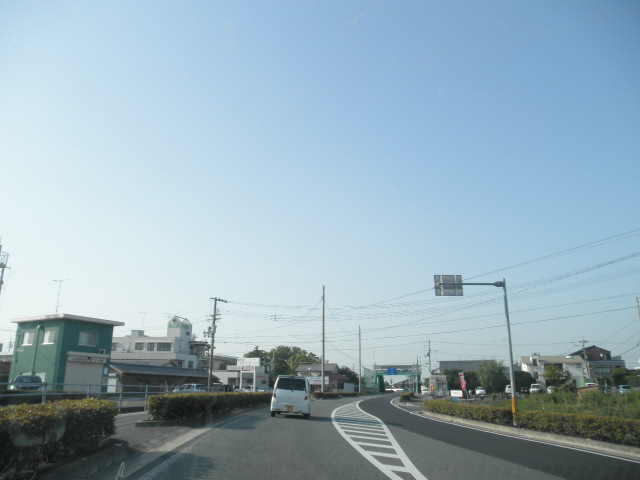
小松島市坂野町
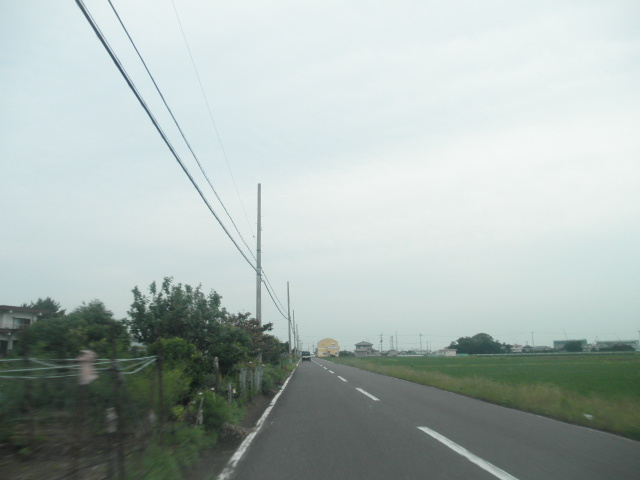
小松島市坂野町
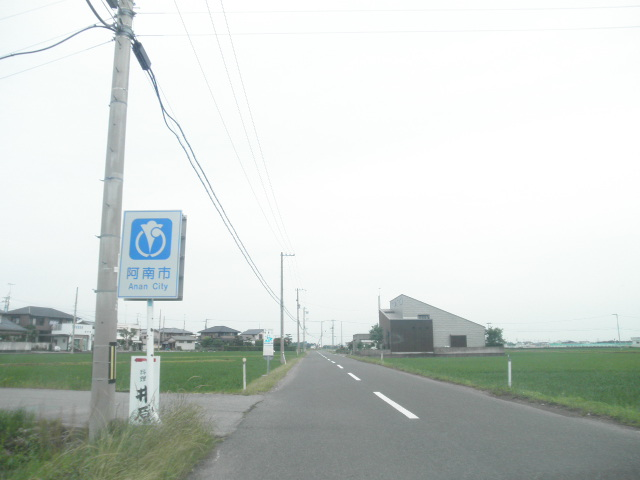
阿南市那賀川町島尻
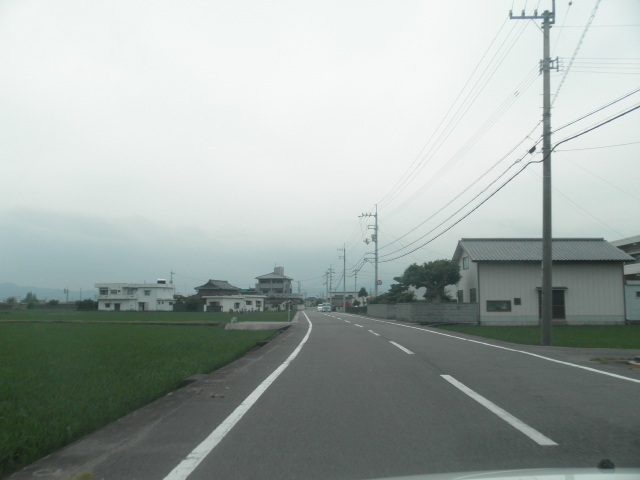
阿南市那賀川町江野島